# Polymorphus minutus
Polymorphus minutus är en hakmaskart som först beskrevs av Johann August Ephraim Goeze 1782.  Polymorphus minutus ingår i släktet Polymorphus och familjen Polymorphidae. Inga underarter finns listade i Catalogue of Life.